# Biblioteca Angelica
La Biblioteca Angelina és una biblioteca pública ubicada a Roma, Itàlia, concretament a la Piazza Sant'Agostino, al costat de l'església de Sant'Agostino, no molt allunyat de Piazza Navona.
La biblioteca conserva uns 180.000 volums de manuscrits (entre ells el Codex Angelicus) i uns 1.100 incunables, que anteriorment van pertànyer als Augustinians. Estos treballs són importants per al coneixement de la Reforma Protestant i la Contra-Reforma.

## Història
La biblioteca es va fundar el 1604 per Angelo Roca (1546-1620), i va pertànyer al monestir Augustinià. Va ser la primera biblioteca italiana oberta per al servei públic (el 1609).
Des de 1940, la biblioteca acull els arxius de l'Acadèmia d'Arcàdia. Des de 1975, la llibreria ha estat sota la supervisió del Ministeri de Cultura.